# تاي سميث
تاي سميث (بالإنجليزية: Ty Smith)‏ هو طبال أمريكي، ولد في 2 يناير 1977.

## وصلات خارجية
- تاي سميث على موقع ميوزك برينز (الإنجليزية)
- تاي سميث على موقع أول ميوزيك (الإنجليزية)
- تاي سميث على موقع ديسكوغز (الإنجليزية)